# Ситаралона
Ситаралона (на гръцки: Σιταράλωνα) е село в Република Гърция, дем Термо, област Западна Гърция. Селото има население от 390 души. Разположено е на източния бряг на езерото Трихонида.

## Личности
Родени в Ситаралона
- Калиник Пулос (1917 – 1984), гръцки духовник
- Константин Пулос (1912 – 1994), гръцки духовник